# قائمة سفراء الولايات المتحدة الأمريكية في مصر
هذه قائمة من سفراء الولايات المتحدة في مصر.
أقامت الولايات المتحدة الأمريكية أول علاقات دبلوماسية مع مصر في عام 1848، عندما عين الرئيس جيمس ك. بولك دانيال سميث ماكولي كأول مبعوث إلى مصر بلقب القنصل العام . تم نقل ماكولي وعائلته إلى مصر على متن السفينة الحربية الأمريكية كونستيتيوشن في عام 1849.
استمرت العلاقات بين مصر والولايات المتحدة منذ عام 1848 ، باستثناء الفترة ما بين 1967 و 1974. ثم الجمهورية العربية المتحدة قطعت العلاقات مع الولايات المتحدة بعد حرب الأيام الستة (حرب يونيو 1967)؛ أعادت مصر العلاقات معها بعد حرب يوم الغفران (حرب أكتوبر 1973).
تقع سفارة الولايات المتحدة في مصر في القاهرة.

## قائمة السفراء
| الاسم                          | التاريخ المُعيّن به | تاريخ الإعتماد المقدم            | تاريخ إنتهاء المهمة           | ملاحظات |
| ------------------------------ | ----------------- | -------------------------------- | ----------------------------- | --- |
| دانيال سميث ماكولي             | 14 أغسطس 1848     | 17 مارس 1849                     | توفي في البريد 24 أكتوبر 1852 | كان السفراء يحملون لقب العميل / القنصل العام حتى عام 1922 |
| ريتشارد بي جونز                | 28 ديسمبر 1852    | 7 مايو 1853                      | 14 ديسمبر 1853                | |
| إدوين دي ليون                  | 24 مايو 1853      | 14 ديسمبر 1853                   | 4 مارس 1861                   | |
| ويليام سيدني تاير              | 20 مارس 1861      | لا أعرف فرضت التهمة 1 يوليو 1861 | توفي في البريد 10 أبريل 1864  | |
| تشارلز هيل                     | 18 مايو 1864      | حوالي 15 أكتوبر 1864             | التذكير المقدم، 23 مايو 1870  | |
| جورج هاريس باتلر               | 15 مارس 1870      | 2 يونيو 1870                     | 16 يوليو 1872                 | |
| ريتشارد بيردزلي                | 23 يوليو 1872     | 24 سبتمبر 1872                   | توفي في 23 يناير 1876         | |
| إلبرت إيه فارمان               | 27 مارس 1876      | 17 يوليو 1876                    | 17 مايو 1881                  | |
| سايمون وولف                    | 30 يونيو 1881     | 22 أكتوبر 1881                   | 27 مارس 1882                  | |
| جورج بي بومروي                 | 16 ديسمبر 1881    | 1 يوليو 1882                     | 20 يوليو 1884                 | |
| جون كاردويل                    | 2 أكتوبر 1885     | 19 أبريل 1886                    | 7 أكتوبر 1889                 | |
| يوجين شويلر                    | 26 يونيو 1889     | 23 نوفمبر 1889                   | 2 يوليو 1890                  | |
| جون أندرسون                    | 27 فبراير 1891    | 13 يوليو 1891                    | 21 أبريل 1892                 | |
| إدوارد سي ليتل                 | 15 نوفمبر 1892    | 22 أبريل 1893                    | 22 أغسطس 1893                 | |
| فريدريك كورتلاند بنفيلد        | 13 مايو 1893      | 11 ديسمبر 1893                   | 17 يونيو 1897                 | |
| توماس هاريسون                  | 22 أبريل 1897     | 23 ديسمبر 1897                   | 22 مارس 1899                  | |
| جون جي لونغ                    | 30 أكتوبر 1899    | 2 أبريل 1900                     | 15 يوليو 1903                 | |
| جون ريدل                       | 8 سبتمبر 1903     | 28 مارس 1904                     | 9 يونيو 1905                  | |
| لويس إم إيدينغز                | 23 مارس 1905      | 23 ديسمبر 1905                   | 14 أبريل 1910                 | |
| بيتر أوغوس جاي                 | 21 ديسمبر 1909    | 28 نوفمبر 1910                   | 8 أكتوبر 1913                 | |
| أولني أرنولد                   | 2 سبتمبر 1913     | 23 مارس 1914                     | 8 يناير 1916                  | |
| هامبسون غاري                   | 2 أكتوبر 1917     | 7 فبراير 1918                    | 7 ديسمبر 1919                 | |
| كارول سبريغ                    | 11 مايو 1920      | 2 أغسطس 1920                     | 31 أكتوبر 1921                | |
| جي. مورتون هاول                | 7 أكتوبر 1921     | غير معروف                        | 6 يوليو 1927                  | تم تغيير لقب السفير إلى مبعوث فريد ووزير كامل صلاحية في 21 يونيو 1922. |
| فرانكلين موت غونتر             | 5 أبريل 1928      | 19 يوليو 1928                    | 30 يوليو 1930                 | |
| ويليام م. جاردين               | 21 يوليو 1930     | 13 أكتوبر 1930                   | 5 سبتمبر 1933                 | |
| بيرت فيش                       | 6 سبتمبر 1933     | 2 ديسمبر 1933                    | 28 فبراير 1941                | |
| ألكسندر كيرك                   | 11 فبراير 1941    | 29 مارس 1941                     | 29 أبريل 1944                 | |
| س. بينكني تاك                  | 4 مايو 1944       | 14 يونيو 1944                    | 30 مايو 1948                  | تم تغيير لقب السفير إلى السفير الاستثنائي والسلطاني في 19 سبتمبر. 1946 |
| ستانتون غريفي                  | 7 يوليو 1948      | 2 سبتمبر 1948                    | 18 مارس 1949                  | |
| جيفرسون كافيري                 | 9 يوليو 1949      | 29 سبتمبر 1949                   | 11 يناير 1955                 | |
| هنري أ. بيرواد                 | 24 يناير 1955     | 7 مارس 1955                      | 10 سبتمبر 1956                | |
| ريموند أ. هير                  | 14 أغسطس 1956     | 25 سبتمبر 1956                   | 10 مارس 1958                  | تم إعادة التوصية وإعادة الاعتماد عليها في جمهورية العرب المتحدة. مصر وسوريا ضمتا نفسها إلى جمهورية عربية المتحدة في 22 فبراير 1958. تم تعيين سفراء لاحقة في UAR حتى عام 1967. انفصلت سوريا عن UAR في سبتمبر 1961 ولكن مصر استمرت في استخدام اسم UAR حتى 1971. |
| ريموند أ. هير                  | 10 مارس 1958      | 19 مارس 1958                     | 18 ديسمبر 1959                | |
| جي. فريدريك راينهارد           | 27 يناير 1960     | 22 مارس 1960                     | 6 مايو 1961                   | |
| جون س. بادو                    | 29 مايو 1961      | 19 يوليو 1961                    | 9 يونيو 1964                  | |
| لوسيوس دي.                     | 31 يوليو 1964     | 22 سبتمبر 1964                   | 5 مارس 1967                   | |
| ريتشارد ه. نولت                | 5 أبريل 1967      | لم يقدموا شهادات اعتماد          | 10 يونيو 1967                 | أقطعت جمهورية العرب المتحدة (مصر) العلاقات الدبلوماسية مع الولايات المتحدة في 6 يونيو 1967 خلال حرب الأيام الستة مع إسرائيل. |
| هيرمان إف. إيلتس               | 19 مارس 1974      | 20 أبريل 1974                    | 20 مايو 1979                  | تم استئناف العلاقات الدبلوماسية بين الولايات المتحدة ومصر في عام 1974. تم إعادة تأسيس السفارة الأمريكية في 28 فبراير 1974. |
| ألفريد إل إثرتون ، جونيور      | 17 مايو 1979      | 2 يوليو 1979                     | 12 نوفمبر 1983                | |
| نيكولاس إيه. فيليوتس           | 7 أكتوبر 1983     | 24 نوفمبر 1983                   | 1 أبريل 1986                  | |
| فرانك جي ويسنر                 | 18 أغسطس 1986     | 28 أغسطس 1986                    | 6 يونيو 1991                  | |
| روبرت بيليترو                  | 2 يوليو 1992      | 12 سبتمبر 1991                   | 11 ديسمبر 1993                | |
| إدوارد س ووكر ، جونيور         | 9 مايو 1994       | 20 يوليو 1994                    | 7 ديسمبر 1997                 | |
| دانيال تشارلز كورتزر           | 10 نوفمبر 1997    | 13 يناير 1998                    | 22 يونيو 2001                 | |
| ديفيد ويلش                     | 12 يوليو 2001     | 22 سبتمبر 2001                   | 15 مارس 2005                  | |
| فرانسيس جيه ريكياردون ، جونيور | 2 أغسطس 2005      | 13 نوفمبر 2005                   | 18 أبريل 2008                 | |
| مارغريت سكوبي                  | 14 مارس 2008      | 16 يونيو 2008                    | 30 يونيو 2011                 | |
| آن باترسون                     | يوليو 2011        | 18 أغسطس 2011                    | 31 أغسطس 2013                 | |
| روبرت ستيفن بيكروفت            | 26 يونيو 2014     | 14 فبراير 2015                   | 30 يونيو 2017                 | |
| توماس هولدربرجر                | 30 يونيو 2017     |                                  | 16 أكتوبر 2019                | المسؤول عن الشؤون الإضافية |
| جوناثان كوهين                  | 1 أغسطس 2019      | 17 نوفمبر 2019                   | 31 مارس 2022                  | |
| نيكول شامبين                   | 31 مارس 2022      |                                  | 23 أغسطس 2022                 | المسؤول عن الشؤون الإضافية |
| دانيال روبنشتاين               | 23 أغسطس 2022     |                                  | 26 أبريل 2023                 | المسؤول عن الشؤون الإضافية |
| جون ديسروشر                    | 26 أبريل 2023     |                                  | 12 أغسطس 2023                 | المسؤول عن الشؤون الإضافية |
| إيفينيا سيدرياس                | 12 أغسطس 2023     |                                  | 9 أكتوبر 2023                 | المسؤول عن الشؤون الإضافية |
| أ. إليزابيث جونز               | 9 أكتوبر 2023     |                                  | 15 نوفمبر 2023                | المسؤول عن الشؤون الإضافية |
| هيررو مصطفى                    | 1 نوفمبر 2023     | 15 نوفمبر 2023                   | الحاضر                        | |

## أنظر أيضاً
- العلاقات المصرية الامريكية
- العلاقات الخارجية لمصر
- سفراء الولايات المتحدة